# 롭스 앤 그레이
롭스 앤 그레이(Ropes & Gray LLP)는 미국 보스턴에 본사를 둔 미국계 다국적 대형 로펌이다. 하버드 로스쿨 출신 변호사 존 코드먼 롭스(John Codman Ropes)와 존 치프먼 그레이(John Chipman Gray)가 1865년 개업하였다. 미국, 아시아와 유럽 지역에 총 11개의 사무소를 두고 있으며 2012년 서울에 사무소를 개설하였다. 약 1200명의 변호사와 11개의 사무소를 두고 있다. 첫 사무소는 1865년 미국 보스턴에서 개소하였다. 2012년 한국에 외국법자문법률사무소를 내고 특허소송, 기업 인수ㆍ합병(M&A), 공정거래법 등을 공략하고 있다.